# سوبرادييل
بلدية سوبرادييل (بالإسبانية: Sobradiel) هي بلدية تقع في مقاطعة سرقسطة التابعة لمنطقة أراغون شمال شرق إسبانيا.

## الديموغرافيا
بلغ عدد سكان بلدية سوبرادييل 979 نسمة عام 2011 (وفقاً للمعهد الوطني الإسباني للإحصاء).
| 596 | 621 | 718 | 813 | 903 | 967 | 979 |